# 岩島村
岩島村（いわしまむら）は、群馬県の北西部、吾妻郡に属していた村。

## 地理
- 山岳：吾嬬山
- 河川：吾妻川

## 歴史
- 1889年（明治22年）4月1日 町村制施行により、吾妻地方の村々によって合併問題が話し合われた。川原畑村、川原湯村は松谷村と合併して温泉湯村の結成を主張し、原町は厚田村、郷原村を合併しての原町結成を主張した。だが、岩下村、松谷村、三島村、矢倉村、郷原村、厚田村の利害関係が一致し、6村の合併により吾妻郡岩島村が成立する。
- 1935年（昭和10年）9月26日 - 台風接近に伴う集中豪雨により土砂災害や河川の氾濫が発生。死者23人、負傷5人[1]。
- 1955年（昭和30年）3月1日 原町、太田村、坂上村と合併し、改めて原町が発足。同日岩島村廃止。